# Ağahüseyn Mustafayev
Ağahüseyn Mustafayev –también escrito como Aghahuseyn Mustafayev– (11 de abril de 1989) es un deportista azerbaiyano que compite en lucha libre.
Ganó dos medallas de plata en el Campeonato Europeo de Lucha, en los años 2019 y 2020, ambas en la categoría de 70 kg.

## Palmarés internacional
| Campeonato Europeo | Campeonato Europeo | Campeonato Europeo | Campeonato Europeo |
| Año                | Lugar              | Medalla            | Categoría          |
| ------------------ | ------------------ | ------------------ | ------------------ |
| 2019               | Bucarest (Rumania) | Medalla de plata   | 70 kg              |
| 2020               | Roma (Italia)      | Medalla de plata   | 70 kg              |